# Diploiulus dicentrus
Diploiulus dicentrus är en mångfotingart som beskrevs av Robert Latzel. Diploiulus dicentrus ingår i släktet Diploiulus och familjen kejsardubbelfotingar. Inga underarter finns listade i Catalogue of Life.